# Ампфинг
Ампфинг (нем. Ampfing) — община в Германии, в земле Бавария.
Подчиняется административному округу Верхняя Бавария. Входит в состав района Мюльдорф-на-Инне.  Население составляет 6074 человека (на 31 декабря 2010 года). Занимает площадь 31,14 км².